# Louis Schaub
Louis Schaub (ur. 29 grudnia 1994 w Fuldzie) – austriacki piłkarz grający na pozycji pomocnika.

## Kariera klubowa
Treningi piłkarskie rozpoczął w 2001 roku w Admirze Wacker Mödling. W wieku 12 lat trafił do Rapidu Wiedeń, a w 2012 został włączony do pierwszej drużyny tego klubu. W 2013 został piłkarzem roku w swoim klubie. W lipcu 2014 przedłużył kontrakt z klubem do lata 2017, a we wrześniu 2016 – do 2020. W maju 2018 podpisał czteroletni kontrakt z 1. FC Köln. W styczniu 2020 został wypożyczony do końca sezonu do HSV, a we wrześniu 2020 trafił na kolejne wypożyczenie, tym razem do FC Luzern.

## Kariera reprezentacyjna
W reprezentacji Austrii zadebiutował 6 października 2016 w zremisowanym 2:2 meczu eliminacji do Mistrzostw Świata 2018 z Walią. Pierwszego gola w kadrze strzelił 5 września 2017 w zremisowanym 1:1 spotkaniu eliminacji do MŚ 2018 z Gruzją.

## Życie osobiste
22 kwietnia 2003 został ciężko ranny w wypadku samochodowym na autostradzie A7 w pobliżu Fuldy, w którym zginął jego ojciec Fred, również piłkarz. Jego brat Fabian i siostra Chiara także uprawiają piłkę nożną.